# ستاره (نشان‌گذاری)
ستاره یا اَستریسک (به انگلیسی: asterisk) یک نویسه است که به خاطر شباهت ظاهری‌اش به شکل رایج یک ستاره به این نام خوانده می‌شود.

## در رایانه
- در برنامه نویسی، گاهی به عنوان ضرب استفاده می‌شود.[۱]
- در اس‌کیوال و سی اس اس، به معنای انتخاب تمام اجزا است.[۲][۳]
- به هنگام مشخص کردن نام فایل ها (یا مسیر ها) در CP/M، داس، مایکروسافت ویندوز و سیستم عامل های شبه یونیکس،  معادل با صفر یا چند نویسه است.[۴]

## نگارخانه

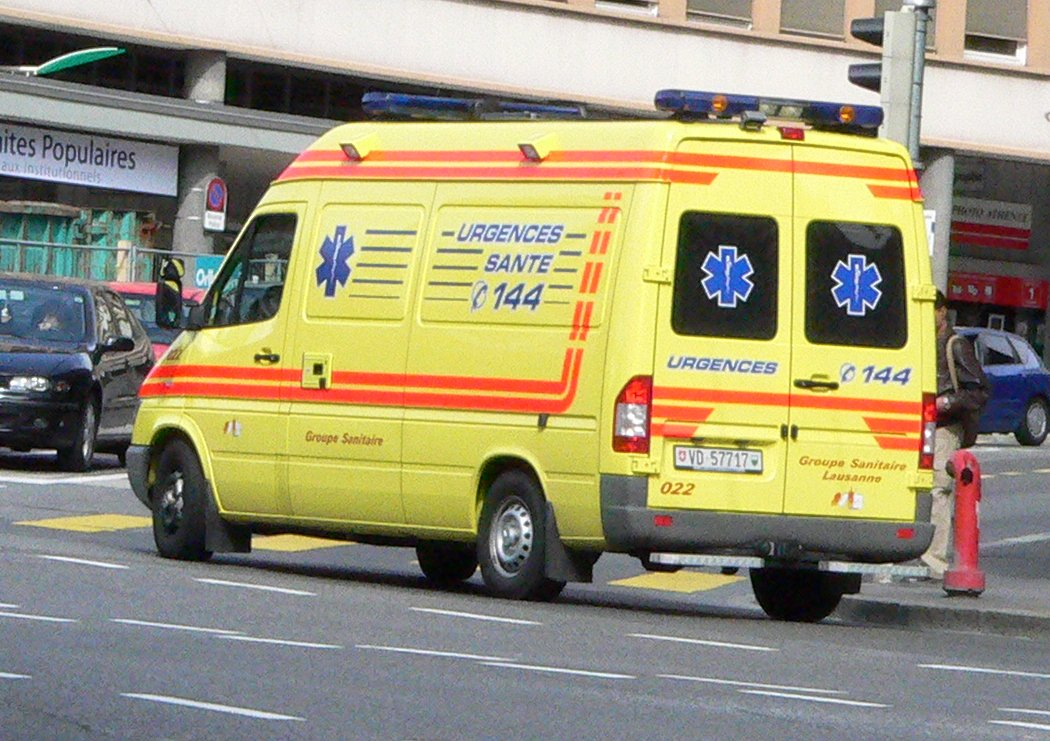
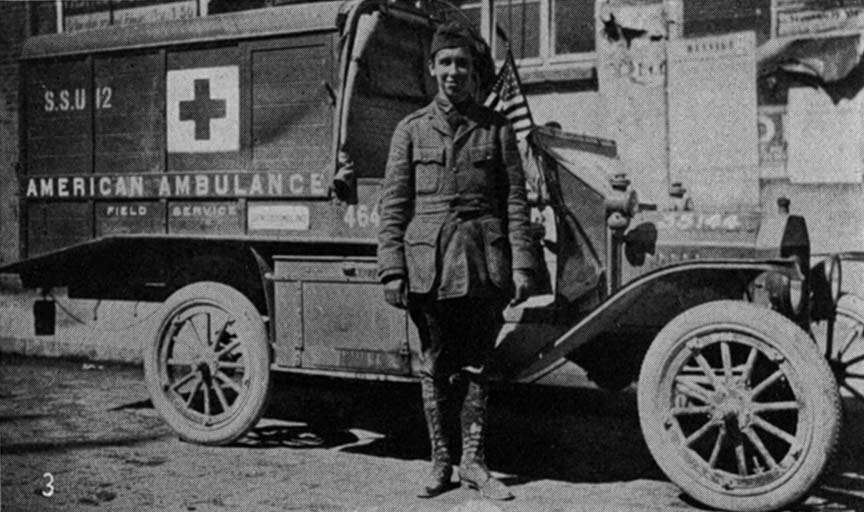